# Övörkhangaj
Övörkhangaj (mongolsk: Өвөрхангай, tr. Övörkhangaj) er en provins i centrale Mongoliet. Den har totalt 111 420 indbyggere (2000) og et areal på 62 900 km². Provinshovedstaden er Arvajcheer.
Området Karakorum ligger i provinsen.

## Administrativ inddeling
Provinsen er inddelt i 19 distrikter (sum): Arvayheer, Baruunbayan-Ulaan, Bat-Ölziy, Bayangol, Bayan-Öndör, Bogd, Bürd, Guchin-Us, Harhorin, Hayrhandulaan, Hujirt, Nariynteel, Ölziyt, Sant, Taragt, Tögrög, Uyanga, Yösönzüyl og Züünbayan-Ulaan.